# Elbinger Rechtsbuch
Das Elbinger Rechtsbuch ist ein Stadtrechtsbuch des Mittelalters.

## Geschichte und Inhalt
Als Entstehungszeit des Rechtsbuches wird zum einen die Zeit zwischen 1338 und 1470 angegeben. Dabei wird dann angenommen, dass es, nach der Rezeption des Alten Kulms zu Beginn des 14. Jahrhunderts bzw. der Abfassung der IX Bücher Magdeburger Rechts 1402 entstanden ist. Zum anderen wird eine Entstehungszeit zwischen 1270 und 1320 angenommen. Ob das Rechtsbuch im Zusammenhang mit dem Deutschordensstaat entstanden ist und ob es im Gebiet des Ordens entstanden ist, kann nicht geklärt werden. Es wird zwar für wahrscheinlich gehalten, jedoch enthält das Rechtsbuch keinen Hinweis auf den Orden.
Ein Autor ist nicht bekannt. Heiner Lück mutmaßt jedoch, dass es sich um einen Deutschen gehandelt haben müsse, welcher das polnische und das Recht im Alten Reich gekannt haben müsse. Das Rechtsbuch wird Elbinger Rechtsbuch genannt, weil es 1825 in einer Handschrift in Elbing erstmalig aufgetaucht ist. Ein Zusammenhang mit der lübischrechtlichen Prägung Elbings wird jedoch ausgeschlossen. Diese einzige Handschrift ist seit dem Zweiten Weltkrieg verschollen.
Als Grundlage für den Text gelten der Schwabenspiegel, das Rechtsbuch nach Distinctionen, ein Magdeburger Schöffenbrief an den Kulmer Oberhof aus dem Jahre 1338 und das Magdeburger Schöffenrecht, entweder in einer Sonderform oder in Form des Magdeburg-Breslauer oder Magdeburg-Görlitzer Recht. Es ist in mitteldeutsch geschrieben. Es wird diskutiert, ob das Rechtsbuch die älteste Aufzeichnung von Gewohnheitsrecht Polens sei.
Inhaltlich war das Rechtsbuch in Vorrede, Verhältnis Polens zum Papsttum und Kaisertum, Grundlagen der Gerichtsverfassung, Kompetenzkonflikte von Gerichten Strafrecht, Erbrecht, Gottesurteile, Nachbarrecht und Recht im Umgang mit Bauern gegliedert. Insgesamt umfasst das Werk 29 Artikel, wobei der letzte Satz des 29. Artikels unvollendet ist. Nach Einschätzung von J. Matuszewski handelt es sich um „eine systematische, übersichtliche und logische Arbeit“. Es wird weiter hervorgehoben, dass die Unabhängigkeit Polens vom Kaiser herausgestellt wird und die Gerichtsgewalt nicht in Form der Bannleihe vom König, respektive Kaiser, hergeleitet wird, sondern aus der eigenen Macht der polnischen Herrscher.
Dem Elbinger Rechtsbuch wird kaum eine praktische Bedeutung zugesprochen. Einzig wird es als Nachweis der Kenntnis des Schwabenspiegels im Deutschordensstaat herangezogen. Es bleibt unklar an wen sich das Rechtsbuch gerichtet hat. Im ersten Artikel spricht der Verfasser alle Personen als Adressaten an. Es könnte sein, dass er damit die Richter der Ordensgerichte meinte, die im Zusammenhang mit dem Personalitätsprinzip polnisches Recht anwenden würden.